# Буземан, Герберт
Герберт Буземан (англ. Herbert Busemann; 12 мая 1905, Берлин — 3 февраля 1994) — немецко-американский математик, специализирующийся в выпуклой и дифференциальной геометрии.

## Научный вклад
Наиболее известен своей конструкцией, так называемой функцией Буземана.
Одним из первых начал рассматривать пространства метрические пространства неположительной кривизной.
Эти идеи получили дальнейшее развитие в так называемой александровской геометрии.

## Биография
Герберт Буземан родился в Берлине в состоятельной еврейской семье. Его отец был одним из директоров у Круппов, где Буземан также работал несколько лет. Учился в университетах Мюнхена, Парижа и Рима.
Защитил диссертацию в Геттингенском университете под руководством Рихарда Куранта в 1931.
Оставался в Геттингене в качестве ассистента до 1933 года, после чего сбежал из нацистской Германии в Копенгаген.
Работал в университете Копенгагена до 1936 года, после чего уехал в Соединённые Штаты. Там он женился в 1939 г.  и принял американское гражданство в 1943 году. Имел нескольких временных позиций в Институте Перспективных Исследований, Университете Джонса Хопкинса, Иллинойского технологического института, Смит колледж.
В 1947 году, стал профессором в университете Южной Калифорнии. Получил звание заслуженного профессора в 1964 году, и продолжал работать в этом университете до выхода на пенсию в 1970 году. В течение его работы в университете Южной Калифорнии, подготовил более 10 аспирантов.
Он является автором шести монографий, две из которых были переведены на русский язык. В 1985 году получил медаль Лобачевского свою за монографию «Геометрия геодезических».
Буземан был также активным членом математического сообщества.  В разное время он был президентом Калифорнийского отделения математической ассоциации Америки, и членом совета американского математического общества.
Буземан умел читать и говорить на  французском,  немецком, испанском, итальянском,русском и датском. Мог читать по  арабски,  на латыни, греческом  и шведском. Перевёл ряд статей и монографий, в первую очередь с русского. Рисовал и имел несколько выставок.
Умер в Санта-Инез, Калифорния 3 февраля 1994 года, в возрасте 88 лет.

## Книги
- Herbert Busemann, Selected Works, (Athanase Papadopoulos, ed.) Volume I, ISBN 978-3-319-64294-9, XXXII, 908 p., Springer International Publishing, 2018.
- Herbert Busemann, Selected Works, (Athanase Papadopoulos, ed.) Volume II, ISBN 978-3-319-65623-6, XXXV, 842 p., Springer International Publishing, 2018.
- Introduction to algebraic manifolds, Princeton University Press, 1939.
- Herbert Busemann, Paul J. Kelly. Projective geometry and projective metrics, Academic Press. — 1953..
- Herbert Busemann. Convex Surfaces, Interscience. — 1958..
  - Буземан Г. Выпуклые поверхности. — 1964.
- Geometry of Geodesics, Academic Press 1955[9], Dover, 2005.
  - Буземан Г. Геометрия геодезических. — 1962.
- Herbert Busemann. Metric methods in Finsler spaces and in the foundations of geometry. — Princeton University Press, Oxford University Press, 1942.[10].
- with Bhalchandra Phadke: Spaces with distinguished geodesics, Dekker, 1987.
- Herbert Busemann. Recent synthetic differential geometry. — Springer, 1970.

## Признание
- Член датской Королевской Академии.
- Первый американский математик удостоенный медали им. Лобачевского (1984).
- Получил грант Фулбрайта в Новой Зеландии в 1952 году[7].